# Pedro Pablo León
Pedro Pablo León García (Lima, 29 giugno 1943 – Lima, 9 maggio 2020) è stato un calciatore peruviano che ha giocato nel ruolo di attaccante centrale.
Soprannominato Perico era un attaccante potente, di un'ottima tecnica individuale e di senso del gol.

## Carriera
Con la Nazionale peruviana prese parte al campionato del mondo 1970.

## Palmarès

### Club

#### Competizioni nazionali
- Campionato peruviano: 3

Alianza Lima: 1962, 1963, 1965
- Campionato ecuadoriano: 1

Barcelona SC: 1971
- Campionato venezuelano: 1

Deportivo Galicia: 1974

### Individuale
- Capocannoniere del Campionato di calcio peruviano: 2

1963, 1967